# オスカル・ソネジー
オスカル・ソネジー・マサンド（Óscar Sonejee Masand、1976年4月26日 - ）は、アンドラ公国出身のサッカー選手。ポジションはMF。元アンドラ代表で、同代表の歴代最多出場記録（105試合）を保持している。

## 経歴
アンドラ公国の首都アンドラ・ラ・ベリャに拠点を置いてスペインのリーガ・エスパニョーラに参加するFCアンドラの中心選手であったが、2008年にアンドラ・リーグのFCサンタ・コロマに移籍した。サッカー選手としてプレーする傍らで、保険会社のセールスマンとして働いていた。
1997年6月22日のエストニアとの親善試合でアンドラ代表デビューし、その3日後の6月25日のラトビアとの親善試合で初得点を挙げた。2007年3月28日、ユーロ2008予選のイングランド戦でウェイン・ルーニーと口論となり、両者にイエローカードが提示された。インドにルーツを持つため、ムンバイにもソネジーのファンが存在し、ソネジーの友人や従兄弟たちはすべてのアンドラ代表戦に駆けつけるという。
2015年10月、ユーロ2016予選で敗退し、全日程が終了後、代表からの引退を表明した。

## 所属クラブ
- 1997-2001  FCアンドラ
- 2001-2002  UEサン・ジュリア
- 2002-2008  FCアンドラ
- 2008-2012  FCサンタ・コロマ
- 2012-2013  FCルシタノス
- 2013-2014  FCアンドラ
- 2014-2015  FCルシタノス
- 2015-  UEサン・ジュリア

## 個人成績

### 代表での成績
| アンドラ代表 | 国際Aマッチ | 国際Aマッチ |
| 年           | 出場        | 得点        |
| ------------ | ----------- | ----------- |
| 1997         | 2           | 1           |
| 1998         | 7           | 0           |
| 1999         | 9           | 0           |
| 2000         | 8           | 1           |
| 2001         | 6           | 0           |
| 2002         | 5           | 0           |
| 2003         | 7           | 0           |
| 2004         | 7           | 0           |
| 2005         | 8           | 0           |
| 2006         | 5           | 0           |
| 2007         | 8           | 0           |
| 2008         | 4           | 0           |
| 2009         | 6           | 1           |
| 2010         | 3           | 0           |
| 2011         | 4           | 0           |
| 2012         | 3           | 0           |
| 2013         | 3           | 1           |
| 2014         | 3           | 0           |
| 2015         | 7           | 0           |
| 通算         | 105         | 4           |

### 代表での得点
| #  | 日付          | 場所                 | 対戦相手     | 最終結果 | 大会                                    |
| -- | ------------- | -------------------- | ------------ | -------- | --------------------------------------- |
| 1. | 1997年6月25日 | リガ                 | ラトビア     | 1–4      | 親善試合                                |
| 2. | 2000年2月8日  | アタード             | マルタ       | 1–1      | 親善試合                                |
| 3. | 2009年9月9日  | アンドラ・ラ・ベリャ | カザフスタン | 1–3      | 2010 FIFAワールドカップ・ヨーロッパ予選 |
| 4. | 2013年8月14日 | キシナウ             | モルドバ     | 1–1      | 親善試合                                |